# Minas, Cuba
Minas là một đô thị và thành phố ở tỉnh Camagüey của Cuba.

## Thông tin nhân khẩu
Năm 2004, đô thị Minas có dân số 38.517 người. Diện tích là 1.015 km² (391,9 mi²), với mật độ dân số là 37,9người/km² (98,2người/sq mi).